# Дезерт игл
Дезерт Игл (engleski Desert Eagle) је један од најмоћнијих полу-аутоматскиx пиштоља у свету, великог калибра (12,7 mm) дизајниран од стране Магнум Рисрч (Magnum Research Inc.), скраћено МРИ, у Сједињеним Америчким Државама и редизајниран од стране израелске војне индустрије у Израелу. Развијен је 1983. од стране Израелске војне индустрије. Током протеклих 25 година, МРИ је био одговоран за дизајн и развој Дезерт игл пиштоља. Тадашњи пиштољи су произвођени од стране Израелске војне индустрије до 1995. године, када је МРИ потписао уговор за производњу са Сако дифенс ( Архивирано на веб-сајту  (24. мај 2015)) у Сако, Мејн (Saco, Maine). Године 1998, МРИ вратио производњу у ИМИ, која је касније реорганизована под називом Израелска индустрија оружја. И Сако и ИМИ/ИВИ су стриктни произвођачи: све интелектуалне својине, укључујући патенте, ауторска права и робне марке су власништво Магнум. Од 2009. године, Дезерт Игл пиштољи се производе у Сједињеним Америчким Државама од стране МРИ Пилиџера, МН Објекта. Кахр Армс је преузео Магнум Рисрч средином 2010. године. Дезерт Игл је учествовао у око 500 ТВ филмова, серија, заједно са неколико видео игара, значајно повећање своју популарност и повећање продаје.

## Историја
Пиштољ ради на принципу пражњења гаса, био је патентиран у америчкој компанији Премијум Истраживање, у влaсништву Бернарда К. Вајта (engleski Bernard C. White) у јануару 1983. године. Овај патент је служио као основ за развој Дезерт Иглa, од којих је прва радна копија је створио Магнум Рисрч (САД) 1983. године. Тада је пиштољ добио коначну ревизију у компанији Израел војне индустрије у Израелу, а у децембру 1985. је добио други патент, што ће трајно одредити изглед и карактеристике пиштоља, и гурнути у масовну производњу.
Прва серија од 1.000 пиштоља Магнума калибра.357 је данас реткост за колекционаре, јер им је фирма ограничила производњу.
Масовна производња пиштоља је почела у фабрикама Израелске војне индустрије. Од 1995-2000 се налазио у фабрици Сако Дифенс у Сако Мејн, а потом се вратио у Израелску војну индустрију са куповином фабрике Сако од General Dynamics.

## Механизам
Дезерт Игл користи механизам на гас који се налази у пушкама, за разлику од кратког трзаја или блоу-бeк дизајна који се најчешће види код полу-аутоматских пиштоља. Када се испали метак, гасови су пренесени кроз мали отвор на цеви. Ови путују напред кроз мали цеви под бурета, до цилиндра близу предње стране цеви. Посебан вијак носач/слајд има мали клип на фронту који се уклапа у овај цилиндар, када гасови достигну цилиндар оне потискују клип уназад. Вијак носач вози уназад на две шине са обе стране цеви, ради механизам. Његов ротирајући затварач снажно подсећа на М16 серије пушака, док фиксни гас цилиндар/клип личи на Ругер Мини-14 карабин (оригинални патент користио заробљени клип сличан као на М14 пушци).
Предност операције гаса је у томе што омогућава коришћење много већих патрона него што се користе код традиционалних полу-аутоматских пиштоља. Тако омогућава Дезерт Иглу да се такмичи у области која је раније била доминантна магнум револверима.